# Ludwig von Rössler (Maler)

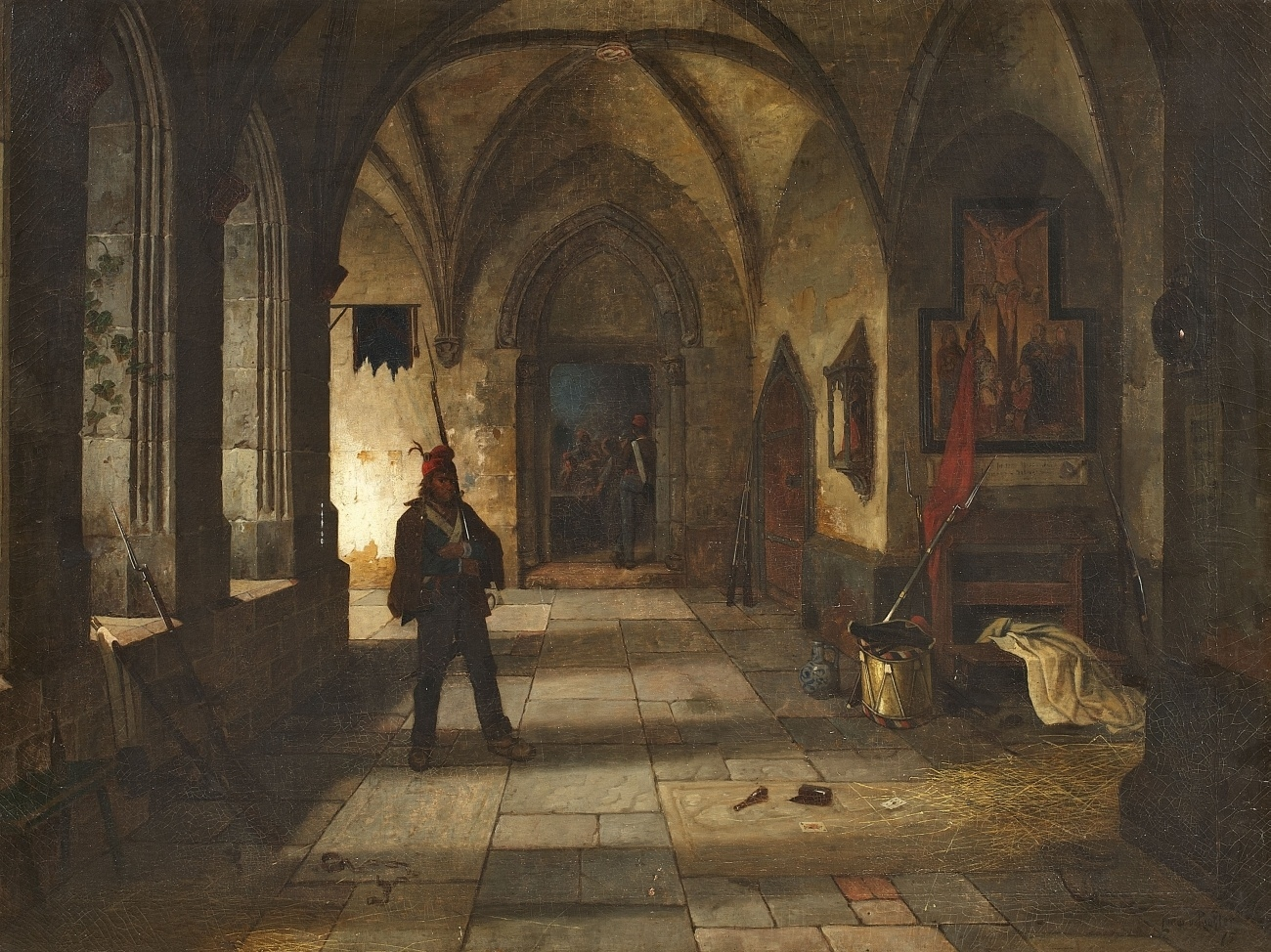
Soldaten im Kreuzgang eines Klosters (1875)

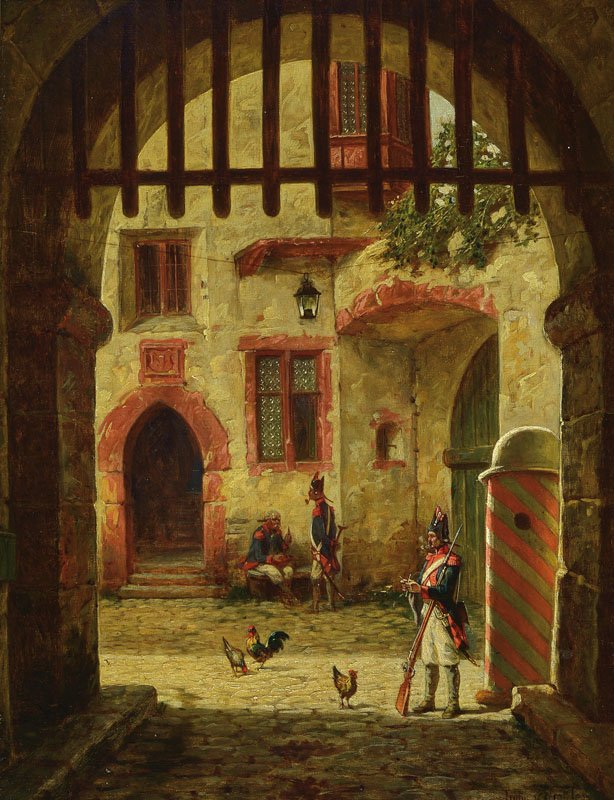
Kasernenhof

Ludwig Christian Friedrich Wilhelm von Rössler (* 13. Juni 1842 in Wiesbaden; † 3. Mai 1910 in Frankfurt am Main) war ein deutscher Porträt- und Genremaler.

## Leben
Von Rössler wurde als Sohn des Polizeidirektors von Wiesbaden, Albert Franz von Rößler (1815–1879) geboren, seine Brüder waren der Komponist Gustav von Roessler (1850–1919) und der Maler Adalbert von Roessler (1853–1922).
Er studierte Malerei an den Akademie der Künste in Karlsruhe, ab 1863 in der Antikenklasse der Königlichen Akademie der Bildenden Künste in München, danach an der Akademie der Bildenden Künste Antwerpen und als Schüler von Carl Johann Lasch in Düsseldorf. Er lebte von 1866 bis 1874 in Düsseldorf, dann in Frankfurt am Main, wo er bis 1897 eine private Kunstschule für Damen leitete und ihm 1881 der Titel Professor verliehen wurde.